# Lovegrovebreen
Der Lovegrovebreen ist ein  Gletscher in der Heimefrontfjella des ostantarktischen Königin-Maud-Lands. In der Tottanfjella liegt er zwischen dem Juckeskammen und der Flisegga. 
Wissenschaftler des Norwegischen Polarinstituts benannten ihn 1969 nach dem britischen Geodäten Geoffrey William Lovegrove vom British Antarctic Survey, der in den Jahren 1965 und 1966 auf der Halley-Station überwintert hatte.